# リベルランドの国旗
リベルランドの国旗（リベルランドのこっき）は、リベルランド自由共和国の国旗で、中央にリベルランドの国章を配した黄、黒、黄の横二色旗。
- 黄は、自由主義による自由市場を、
- 黒は、無政府状態、反乱、ユーロに対する懐疑的な精神を表している[1]。